# 六条有藤
六条有藤（ろくじょう ありふじ、寛文12年（1672年）7月2日 - 享保14年（1729年）閏9月14日）は、江戸時代中期の公卿。別名は六条雅共、六条前慶。

## 官歴
- 元禄2年（1689年）：従五位上、侍従
- 元禄3年（1690年）：右少将
- 元禄4年（1691年）：正五位下
- 元禄8年（1695年）：従四位下
- 元禄11年（1698年）：従四位上
- 元禄14年（1701年）：正四位下
- 宝永元年（1704年）：従三位
- 宝永4年（1707年）：参議、左中将
- 宝永6年（1709年）：正三位
- 正徳3年（1713年）：東照宮奉幣使
- 正徳4年（1714年）：従二位、権中納言
- 正徳5年（1715年）：踏歌外弁
- 正徳11年（1722年）：正二位

## 系譜
- 父：六条有和
- 子：六条公英
- 子：六条有起
- 子：六条有栄